# آیتواراس

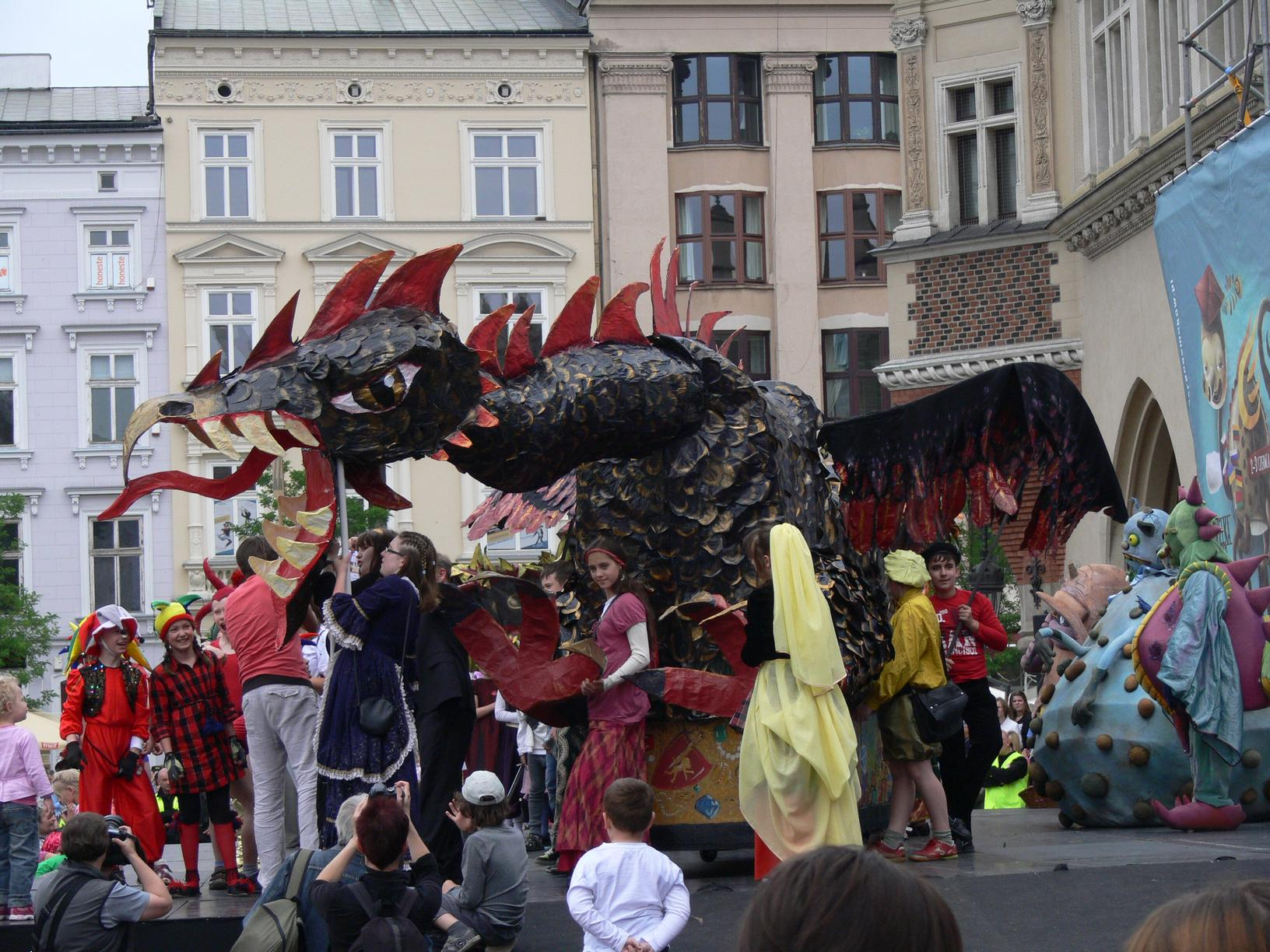
لباس آیتواراس در رژهٔ اژدهایان در کراکوف، ۲۰۱۲

در اساطیر لیتوانیایی، آیتواراس یک روح طبیعت است. این موجود همچنین با نام‌های دیگری مانند آتواراس، داماویکاس، پوکیس، اسپاریژیوس، کوکلیکاس، گوسینیلیس، ژالتوکشاس و اسپیروکاس شناخته می‌شود و با پوکیس لتونیایی یکسان است. یک آیتواراس شبیه یک مرغ سیاه یا سفید با یک دم آتشین شبیه شهاب‌واره است. گفته می‌شود یک آیتواراس از تخم یک مرغ ۹ تا ۱۵ ساله زاده می‌شود. اگر یک آیتواراس بمیرد، به جرقه تبدیل می‌شود.
در بسیاری از موارد، گفته شده‌است که این موجود لیتوانیایی یک پرنده با ظاهر بیرونی اژدها است. یک آیتواراس در یک خانه زندگی می‌کند و معمولاً از آن خارج نمی‌شود. آیتواراس برای ساکنان خانه هم خوش‌شناسی و هم بدشانسی می‌آورد.